# Giancarlo Giorgetti
Giancarlo Giorgetti (Cazzago Brabbia, 16 dicembre 1966) è un politico italiano, dal 22 ottobre 2022 ministro dell'economia e delle finanze nel governo Meloni.
Dirigente di primo piano della Lega, della quale è attualmente deputato oltreché vicesegretario federale, è stato anche segretario della Lega Lombarda (2002-2012) e, alla Camera, presidente della 5ª Commissione Bilancio, Tesoro e Programmazione nella XIV (2001-2006) e XVI legislatura (2008-2013), quindi capogruppo del partito all'inizio della XVII legislatura (2013-2014).
Nella XVIII legislatura (2018-2022) è stato di nuovo brevemente capogruppo della Lega alla Camera, prima di divenire segretario del Consiglio dei ministri del governo Conte I (2018-2019) e ministro dello sviluppo economico del governo Draghi (2021-2022).

## Biografia
Nasce a Cazzago Brabbia, piccolo comune del varesotto, in una famiglia di pescatori ed operai. È cugino del banchiere Massimo Ponzellini. Dopo aver conseguito il diploma di perito aziendale, si è laureato in economia aziendale presso l'Università commerciale Luigi Bocconi di Milano, diventando un dottore commercialista e revisore dei conti, oltre ad essere revisore contabile del comune di Varese.

### Vita privata
È sposato con Laura Ferrari con cui ha una figlia nata nel 2002. Giorgetti è appassionato di calcio e tifoso della Juventus, della squadra inglese del Southampton (tanto che nel 2001 fonda il fanclub italiano "Italian Saints" insieme al fratello Francesco), oltre che molto affezionato da sempre al Varese Calcio, come il padre.
È un cattolico praticante e ha partecipato al funerale di papa Benedetto XVI nella delegazione in rappresentanza del governo italiano.

## Carriera politica

### Gli inizi e sindaco di Cazzago Brabbia
Cresciuto negli anni '80 nel Fronte della Gioventù, l'organizzazione giovanile del Movimento Sociale Italiano, all'inizio degli anni '90, però, aderisce e sostiene la Lega Lombarda e Lega Nord di Umberto Bossi.
Dopo essere stato consigliere comunale e assessore dal 1990 al 1995, alle elezioni comunali in Lombardia del 1995 viene eletto sindaco di Cazzago Brabbia, carica che ricopre per nove anni, dal 23 aprile 1995 al 12 giugno 2004, alla guida della lista "Lista per Cazzago - Lega Nord Padania", venendo rieletto sindaco alle comunali lombarde del 1999 e nuovamente consigliere comunale nel 2004.
Alle elezioni politiche del 1996 viene candidato alla Camera dei deputati nel collegio di Sesto Calende, sostenuto dalla Lega Nord, dove viene eletto per la prima volta deputato con il 37,79% dei voti contro i candidati de L'Ulivo Renato Montalbetti (30,66%) e del Polo per le Libertà Carlo Castiglioni (29,18%). Viene rieletto deputato alle elezioni politiche del 2001 per la Casa delle Libertà (in quota Lega Nord Padania) nel collegio elettorale di Sesto Calende, dove ottiene il 54,48% contro il 37,52% dello sfidante dell'Ulivo Roberto Gabriele Caielli.

### Presidente della Commissione Bilancio

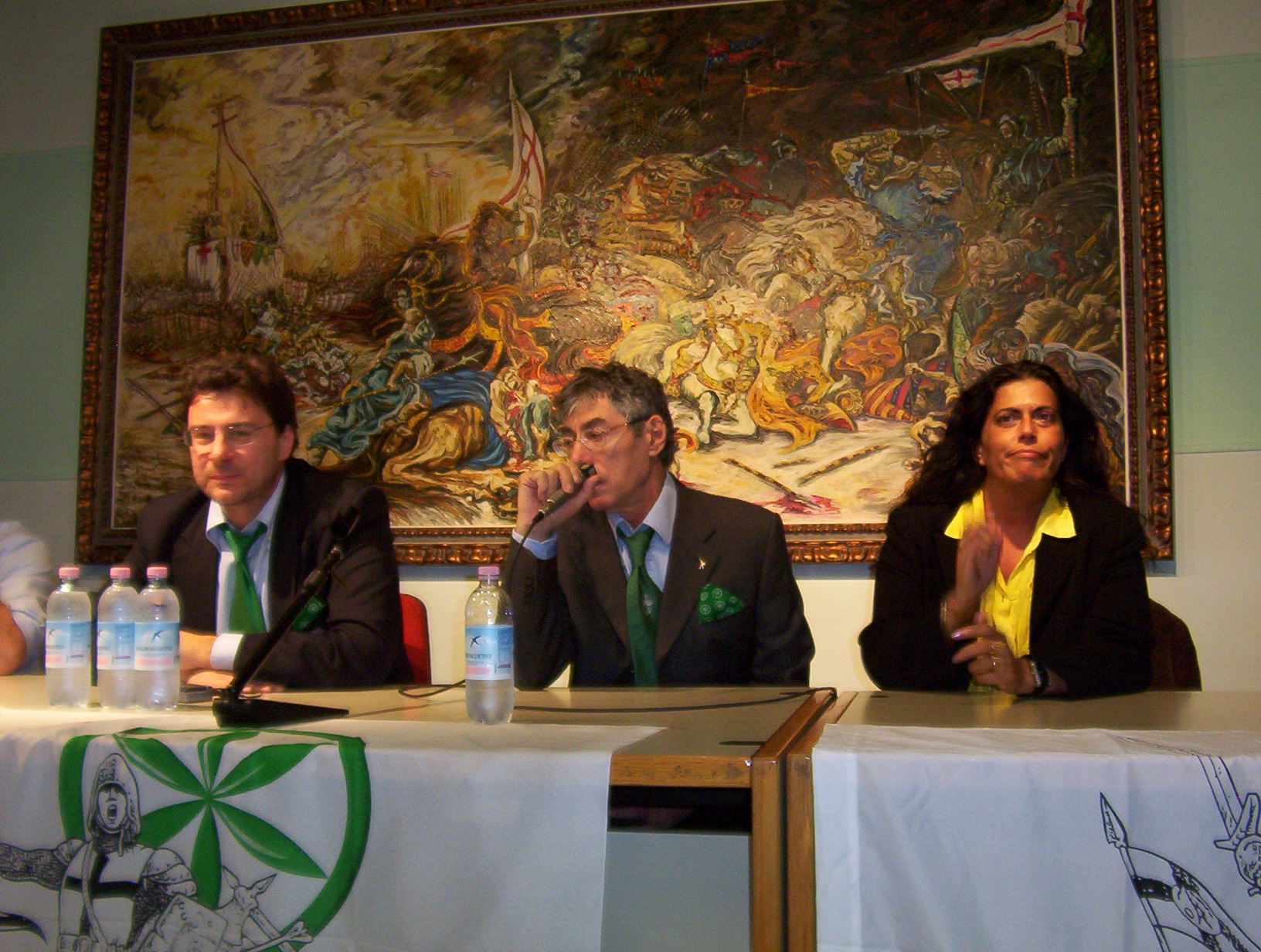
Giorgetti assieme a Umberto Bossi (dopo l'ictus) e Rosi Mauro nel 2005

Nel 2001 è il principale autore della Legge 40/2004 sulla procreazione assistita. Dal 21 giugno 2001 al 27 aprile 2006 ha ricoperto il ruolo di presidente della 5ª Commissione Bilancio, Tesoro e Programmazione della Camera dei deputati. Inoltre, durante il secondo governo Berlusconi, è stato per un breve periodo, dal 12 giugno al 21 giugno 2001, sottosegretario di Stato al Ministero delle infrastrutture e dei trasporti. È stato consigliere di amministrazione di Credieuronord: a seguito del "crack" dell'istituto di credito, è stato indagato e assolto.
Il 13 gennaio 2002 viene eletto come nuovo segretario della Lega Lombarda, incarico che mantiene per 10 anni, nei quali vede la costola lombarda della Lega Nord far parte della coalizione di centro-destra sotto l'allora presidente della Regione Lombardia Roberto Formigoni, fino al 2 giugno 2012, quando viene succeduto da Matteo Salvini, europarlamentare rappresentante l'ala “maroniana” del partito.

### Vicepresidente della Commissione Esteri
Alle elezioni politiche del 2006 viene rieletto deputato come secondo della lista "Lega Nord Padania - Movimento per l'autonomia" nella circoscrizione Lombardia 1. Nella XV legislatura ha ricoperto il ruolo di vicepresidente e capogruppo della Lega Nord Padania nella 3ª Commissione Affari esteri e comunitari, oltre ad essere membro della delegazione italiana presso l'assemblea parlamentare della NATO.
Al 7º congresso nazionale della Lega Lombarda, tenutosi a Milano il 14 gennaio 2007, viene riconfermato per acclamazione segretario nazionale. In quell'occasione pronuncia un discorso legato al rilancio della madre di tutte le Leghe del Nord e all'operosità del cosiddetto "Militante ignoto", che lavora sempre e molto per il movimento senza chiedere nulla e senza curarsi delle chiacchiere della stampa di regime.

### Ritorno alla Commissione Bilancio
Alle elezioni politiche del 2008, dove nella campagna elettorale insiste sul "discorso della finestra" (confidando che per la storia della Lega e la Padania si apra una finestra su un futuro fatto di federalismo, indipendenza e libertà), viene rieletto a Montecitorio, nella medesima circoscrizione, tra le liste della Lega Nord. Nella XVI legislatura della Repubblica, oltre a far parte della delegazione parlamentare presso l'assemblea parlamentare della NATO e della commissione parlamentare per l'attuazione del federalismo fiscale, torna a presiedere la commissione Bilancio, Tesoro e Programmazione della Camera, facendo da relatore alla manovra economica del 2011, approvata definitivamente il 15 luglio a [Montecitorio con 316 voti favorevoli, 284 contrari e 3 astenuti, dopo che il governo Berlusconi aveva posto la questione di fiducia, oltre a scrivere anche la legge del pareggio di bilancio sotto il governo Monti.
Nel 2011 salta agli occhi della cronaca per essere apparso nei cablogrammi pubblicati da WikiLeaks (il sito di Julian Assange), redatti da Ben Wohlaure, in cui Giorgetti, in un rapporto dettagliato del consolato USA inviato alla Casa Bianca, avrebbe l'identikit per succedere a Umberto Bossi come segretario del Carroccio, in quanto lombardo e varesino, con lealtà e legami stretti con lo stesso Bossi.

### Capogruppo e vicesegretario della Lega

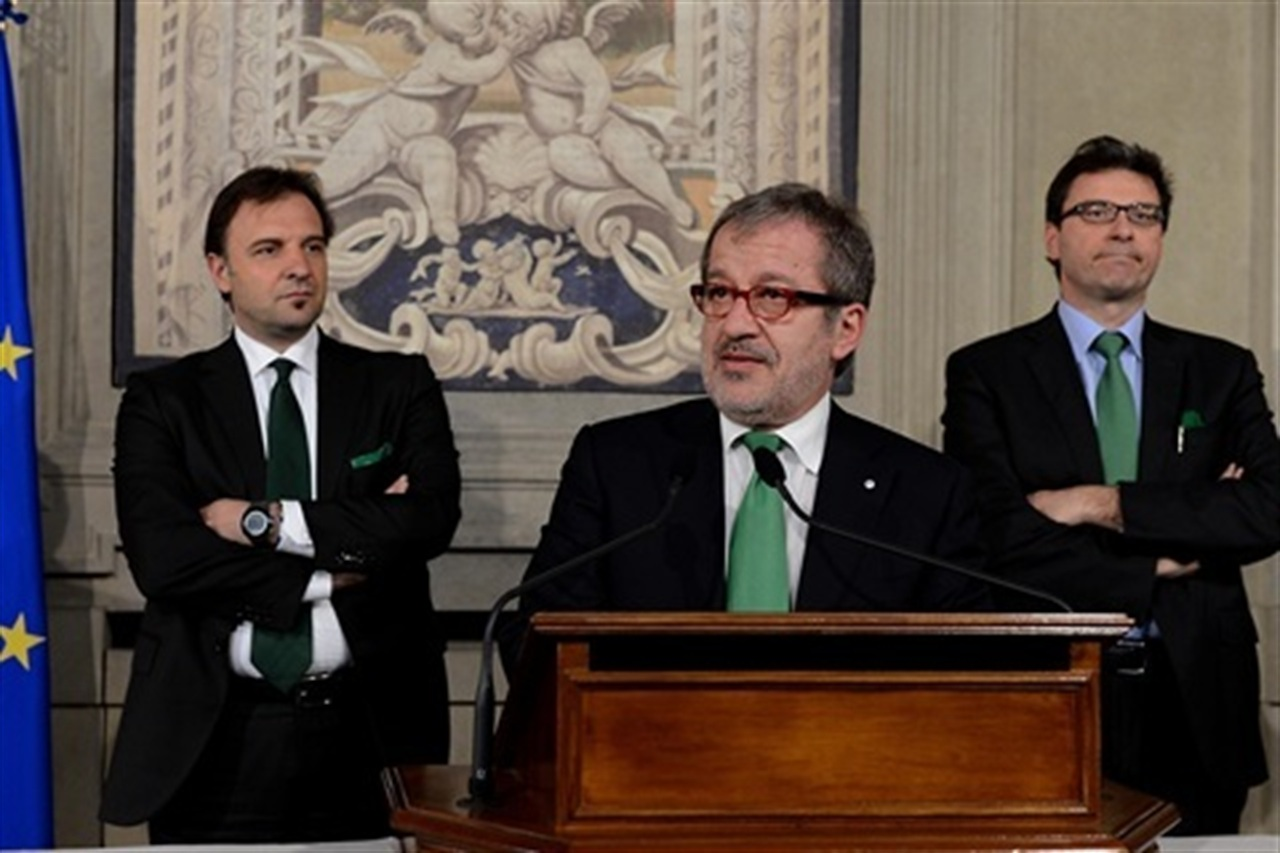
Giorgetti con Roberto Maroni e Massimo Bitonci durante le consultazioni al Quirinale del 2013

Ricandidato agli inizi di gennaio alle elezioni politiche del 2013, viene rieletto ancora deputato nella circoscrizione Lombardia 2 per la Lega Nord, di cui viene eletto successivamente capogruppo, mantenendo l'incarico fino all'8 luglio 2014. Nella XVII legislatura è stato anche presidente della commissione parlamentare per l'attuazione del federalismo fiscale.
Il 30 marzo 2013, in quanto presidente di una commissione permanente parlamentare, viene invitato dal Presidente della Repubblica Giorgio Napolitano a far parte del gruppo dei "dieci saggi" che si occuperà di elaborare delle proposte programmatiche di leggi nel campo economico, istituzionale e sociale attorno al quale riunire una maggioranza parlamentare che sostenesse un nuovo governo.
Il 26 febbraio 2016, durante il consiglio federale della Lega svolto a Milano, viene nominato vicesegretario federale della Lega assieme a Lorenzo Fontana, subentrando a Edoardo Rixi e a Riccardo Molinari.
Alle elezioni politiche del 2018 viene ricandidato e rieletto per la sesta volta deputato nel collegio plurinominale Lombardia 2 - 01; viene successivamente eletto capogruppo del gruppo parlamentare Lega - Salvini Premier alla Camera, rimanendo in carica sino alla nomina a sottosegretario alla Presidenza del Cdm, lasciando l'incarico al neo-deputato Riccardo Molinari.

### Sottosegretario alla Presidenza del Consiglio
Durante il primo governo Conte, fortemente voluto da Giorgetti stesso dopo le politiche del 2018 e proponendo i ministri Giovanni Tria e Paolo Savona, ricopre la carica di Sottosegretario di Stato alla Presidenza del Consiglio dei ministri con le funzioni di segretario del Consiglio dei ministri, con delega allo Sport ed è alla guida del CIPE; gli viene anche affidata la delega all'attuazione del programma di governo, alle politiche spaziali ed aerospaziali (con la presidenza del Comitato interministeriale per le politiche relative allo spazio e alla ricerca aerospaziale) e quella sulle scommesse sportive riguardo alla promozione delle misure per il riordino e al rafforzamento della disciplina delle scommesse sportive nonché per la prevenzione della manipolazione delle relative competizioni. Termina dall'incarico il 5 settembre 2019 con il giuramento del secondo governo Conte.

### Ministro dello sviluppo economico

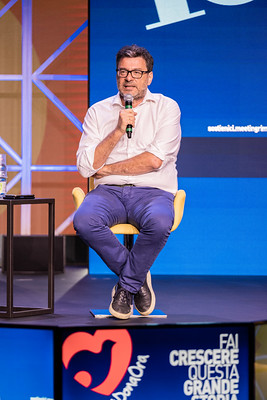
Giorgetti al Meeting di Rimini del 2021

Dopo essere stato tra i primi e principali promotori dell'appoggio della Lega al governo presieduto da Mario Draghi, anche alla luce del suo ottimo rapporto proprio con l’ex presidente della Banca Centrale Europea, il 12 febbraio 2021 viene nominato ministro dello sviluppo economico nel suo esecutivo, giurando al palazzo del Quirinale nelle mani del presidente della Repubblica Sergio Mattarella il successivo 13 febbraio 2021, succedendo così al pentastellato Stefano Patuanelli. Inoltre assume anche la carica di capodelegazione della Lega nel governo.
Successivamente alla nascita del governo Draghi, si rende protagonista di un conflitto all'interno del partito tra lui (rappresentante l'ala più governista e dei presidenti di Regione leghisti) e il segretario federale della Lega Matteo Salvini (rappresentante l'ala più anti-governista, sovranista e filo-no-vax), con due visioni e due direzioni che ognuno vorrebbe dare alla Lega, tanto che in vista delle amministrative a Roma appoggia su La Stampa la candidatura di Carlo Calenda rispetto a quella di Enrico Michetti della Lega e centro-destra, che non risparmia un giudizio assai meno lusinghiero di quest'ultimo.
In vista dell'elezione del Presidente della Repubblica, sostiene molto la candidatura di Mario Draghi e, durante l'elezione di Sergio Mattarella, dopo aver disertato per giorni il Consiglio dei Ministri, afferma che "per alcuni questa giornata porta al Quirinale, per me porta a casa". Secondo Il Foglio, Giorgetti si voleva dimettere dal governo, deciso già nei giorni scorsi, e stava meditando una candidatura a presidente della Regione Lombardia (quest'ultima smentita da Giorgetti al Foglio stesso). Tuttavia Giorgetti ci ripensò e, insieme a Salvini, invocò un "nuovo codice di comportamento tra gli alleati" e la richiesta di una "nuova fase".

#### Gestione del Mise
Appena insediatosi al dicastero dello sviluppo economico, impiega molto tempo, quasi due mesi, a distribuire le deleghe ai suoi viceministri e sottosegretari, bloccando nel frattempo l'attività del Mise sul fronte dei tavoli di crisi, con oltre cento vertenze di crisi aziendali.
Nel mandato al Mise segue le crisi d'imprese come l'Acc-Embraco di Riva di Chieri (che si conclude dopo un lungo tira e molla con 377 licenziamenti), Fimer, Brioni, Pernigotti, Treofan e Caterpillar (dove a dicembre 2021 sono già avviati i licenziamenti di 189 dipendenti dello stabilimento di Jesi), oltre a scontrarsi con la sua viceministra Alessandra Todde, in particolare con la vertenza Acc-Embraco e la creazione del progetto del polo nazionale di compressori "Italcomp".
Per quanto riguarda il Piano Nazionale di Ripresa e Resilienza, Giorgetti annuncia che ha raggiunto gli obiettivi fissati per il 2021: crediti d'imposta Transizione 4.0, pubblicazione degli avvisi per la partecipazione agli Ipcei su microelettronica, idrogeno e cloud, 750 milioni per le filiere produttive, fondo da 400 milioni a sostegno dell'imprenditoria femminile.
Con l'inizio dell'anno 2022 si ritrova a fronteggiare l'aumento del costo dell'energia per le imprese, la cui previsione è di 37 miliardi, rispetto ai 20 miliardi nel 2021, cosa già preannunciata da mesi. Inoltre viene durissimamente criticato da alcuni settori di Confindustria, come ANFIA e Confindustria Puglia, per l'assenza di strategia nazionale e provvedimenti che aiutino il settore cruciale manifatturiero (secondo paese in Europa).

### Ministro dell'economia e delle finanze
Alle elezioni politiche anticipate del 2022 Giorgetti viene ricandidato alla Camera nel collegio uninominale Lombardia 2 - 04 (Sondrio) per la coalizione di centro-destra, per la coalizione di centro-destra in quota Lega, dove viene eletto con 108 138 voti (61,85%), il triplo della principale candidata del centro-sinistra Valeria Caterina Duico (19,79%).
Con la vittoria del centro-destra alle politiche del 2022 e la seguente nascita del governo presieduto da Giorgia Meloni, il 21 ottobre 2022 Giorgetti viene indicato quale ministro dell'economia e delle finanze. Il giorno successivo giura nelle mani del Presidente della Repubblica Mattarella come Ministro dell'economia e delle finanze nel governo Meloni. Uno dei primi provvedimenti di cui si è occupato da titolare al MEF è stato la stesura, in tempi stretti, della legge di bilancio 2023, oltre a bloccare i crediti del superbonus 110% per limitare il debito pubblico con cui veniva finanziato e le frodi a esso collegato.
Il 12 settembre 2024 Matteo Salvini nomina Alberto Stefani e Claudio Durigon nuovi vicesegretari della Lega al posto di Lorenzo Fontana e Giorgetti.
Il 2 gennaio 2025 la rivista di economia e finanza The Banker appartenente al Financial Times nomina Giorgetti come "ministro delle finanze dell'anno 2025"; il riconoscimento è volto a «celebrare i funzionari che sono riusciti meglio a stimolare la crescita e stabilizzare la loro economia».

## Posizioni e idee politiche

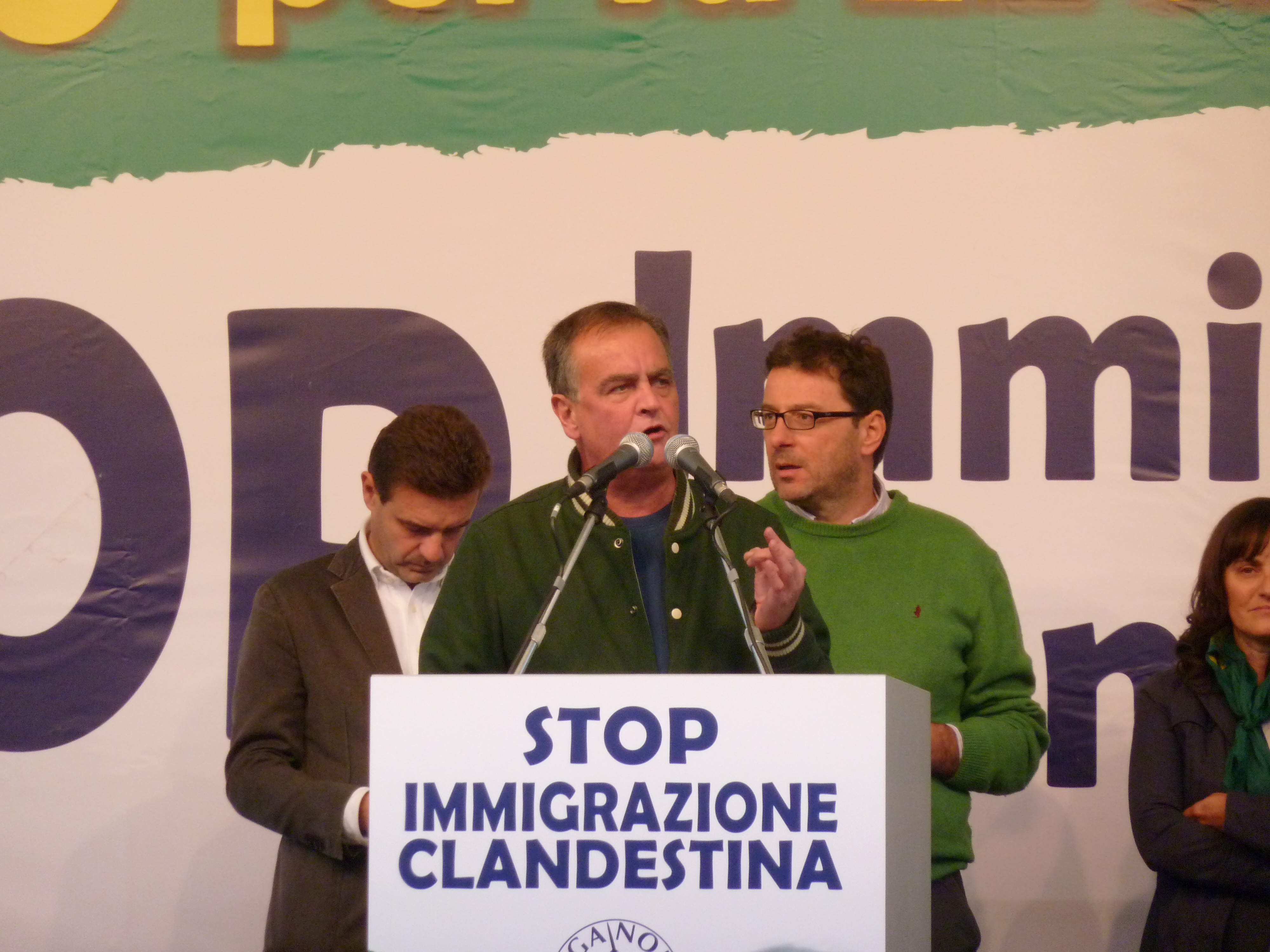
Giorgetti con Roberto Calderoli ad una manifestazione della Lega Nord a Torino contro l'immigrazione clandestina ad ottobre 2013

Giorgetti è un politico federalista, regionalista, che sostiene il decentramento e l'attenzione al tema del debito pubblico, oltre che la moneta unica dell'Euro, vicino agli ambienti economici che sostiene un minor ruolo dello Stato sul piano economico, nonché uno dei rappresentanti della corrente economicamente più liberale della Lega, oltre che uno dei membri più influenti del partito, anche dopo l'ascesa alla segreteria federale di Matteo Salvini (politico di orientamento sovranista), venendo anche definito il "Gianni Letta leghista/padano", il "Gianni Letta di Bossi/Maroni" o il "Verdini sempre verde".
Intervenendo all'edizione 2018 del Meeting di Comunione e Liberazione (CL) a Rimini il 20 agosto, affronta il tema dell'ascesa del populismo, affermando che "il Parlamento italiano non ha più importanza perché non è più compreso dai cittadini, che lo vedono come un luogo di inconcludenza politica".

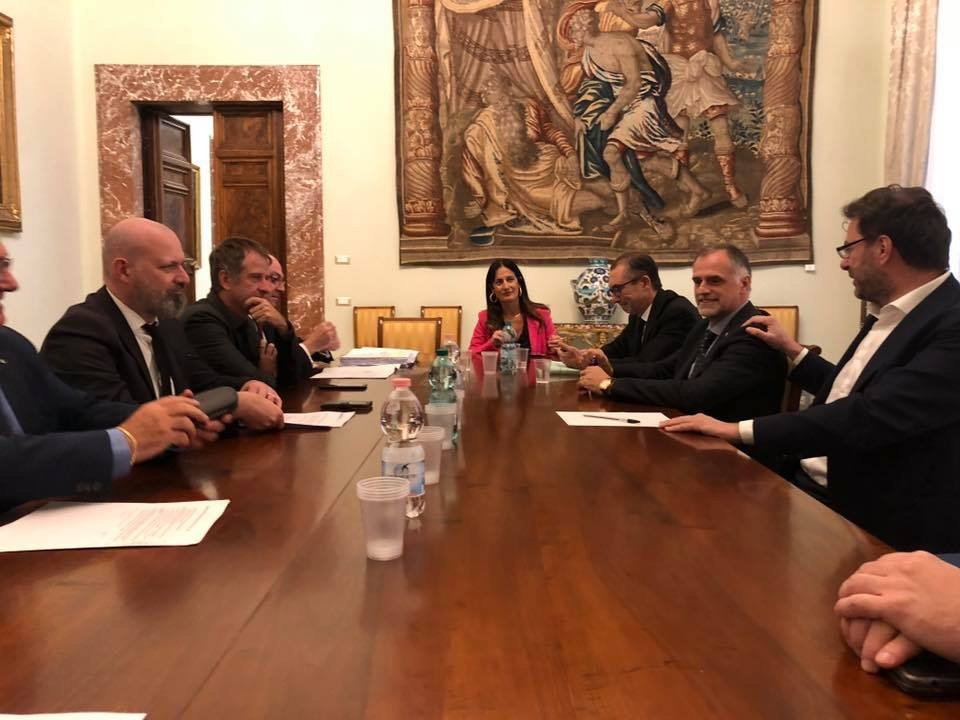
Giorgetti, con i sottosegretari all'economia e finanze Massimo Garavaglia e Laura Castelli, assieme a Stefano Bonaccini e Davide Caparini durante il confronto sul DEF

Sul piano delle questioni di politica estera, predilige la vicinanza dell'Italia agli Stati Uniti d'America nel quadro della NATO, oltre alla ricerca di un dialogo con la Germania (principale partner economico dell'Italia) e delle Regioni che rappresentano le roccaforti elettorali della Lega nell'Italia settentrionale. Inoltre è favorevole al fatto che il suo partito si avvicini al Partito Popolare Europeo e adotti un discorso più favorevole all'Unione europea, con cui collaborare per risolvere il problema dell'immigrazione in Italia.
A settembre 2020, dopo aver votato a favore in aula sulla riforma avviata dal governo Conte I guidato dalla Lega assieme al Movimento 5 Stelle per la riduzione del numero dei parlamentari, a pochi giorni dal referendum costituzionale sull'iniziativa annuncia il suo voto contrario, in dissidenza con la linea ufficiale del partito, schierato per il "sì".
Giorgetti è un forte sostenitore di un sistema elettorale basato sull'uninominale secco e spinge per un ritorno della Legge elettorale Mattarellum, sebbene sia stata abrogata a favore della legge elettorale Calderoli nota come “Porcellum” (successivamente dichiarato incostituzionale) con il sostegno della Lega Nord. Nel 2020 ha sostenuto che l'Italia ha bisogno di un sistema elettorale che "renda possibile governare. Di tutti i sistemi elettorali che ho conosciuto, quello che ha funzionato meglio è il Mattarellum", sostenendo che "sindaci locali, imprenditori, professionisti e persone che rappresentano i propri territori sono stati portati nella politica nazionale grazie al meccanismo dei collegi uninominali".

## Controversie

### Mazzetta direttamente alla Camera
Nel 2004 venne in contatto con Gianpiero Fiorani della Banca Popolare di Lodi, che si presentò nell'ufficio a Montecitorio di Giorgetti mentre era assente con 100 000 euro in contanti, occultati dentro una copia di Repubblica appoggiati sulla scrivania, come generoso ringraziamento per aver smussato l'ostilità dei leghisti verso il governatore della Banca d'Italia Antonio Fazio (confessato da Fiorani stesso nel 2006). Giorgetti restituì la mazzetta, ma non denunciò ai carabinieri il tentativo di corruzione, anzi chiese a Fiorani, se avesse voluto, di girare il finanziamento al Varese Calcio.

### Frase sui medici di base
Intervenendo all'edizione 2019 del Meeting di CL a Rimini, fa alcuni criticati commenti sui medici di base, rispondendo a una richiesta del segretario di Articolo Uno Roberto Speranza, sui maggiori fondi secondo lui necessari per la sanità:
Tuttavia, secondo l'ISTAT, le persone che vanno dal medico di base almeno una volta all'anno sono il 74% degli italiani con più di 15 anni, e oltre il 90% di chi ha più di 65 anni, mentre le percentuali per chi consulta uno specialista scendono al 54% degli over 15 e al 67,2% degli over 65. Inoltre l'associazione di categoria e il presidente della Federazione Italiana Medici di Famiglia sostengono i dati ISTAT e l'opposto delle affermazioni di Giorgetti, quando persino nel suo "piccolo paese" (Cazzago Brabbia) nelle settimane precedenti la comunità era andata in allarme per la pensione di un medico di base.